# ميرسيو بيريرا غوميز
ميرسيو بيريرا غوميز (من مواليد 10 نوفمبر 1950) عالم أنثروبولوجيا برازيلي قام في أبريل 2015 بالتدريس في الجامعة الفيدرالية في ريو دي جانيرو. حصل على درجة الدكتوراه في الأنثروبولوجيا من جامعة فلوريدا في عام 1977 تحت إشراف تشارلز واجلي، الذي كان يعتبر في ذلك الوقت أبرز برازيلي في الولايات المتحدة وقام بعمل ميداني مكثف في البرازيل. كانت أطروحته تدور حول هنود تينيتارا في شمال البرازيل وفيها شرح غوميز كيف تمكن هؤلاء السكان الأصليون من البقاء على قيد الحياة لما يقرب من 400 عام من العلاقات مع المجتمع الغربي. بعد سنوات نشر غوميز كتابه الأول عام 1988 حيث أشاد ببقاء الهنود البرازيليين كأهم الأخبار في التاريخ الحديث للعلاقات بين الأعراق في ذلك البلد. تمت ترجمة هذا الكتاب لاحقًا إلى الإنجليزية من قبل مطابع جامعة فلوريدا عام 2000.

## النقد
كما كان للعهد الذي قضاه ميرسيو بيريرا غوميز كرئيس لـ فوناي بعض النقاط المثيرة للجدل. أراده النقاد أن يضغط على ترسيم حدود الأراضي الهندية الجديدة بمعدل أسرع مما كان عليه حتى ذلك الحين. استنادًا إلى مقابلة أجراها غوميز مع تقرير لرويترز باللغة الإنجليزية نُشرت ترجمته في صحيفة إستادو جي إس: بالنسبة لما مجموعه 12.5٪ من الأراضي البرازيلية أساء منتقدوه تفسيرها على أنها «تمتلك الكثير من الأراضي»، مما تسبب في ضجة كبيرة بين المؤيدين الهنود في البرازيل وأجزاء أخرى من العالم.
يمكن قراءة رد الهنود على غوميز العبارات غير المفسرة بأن لديهم «الكثير من الأرض» على صفحة البقاء العالمي.